# Swinhoea impunctata
Swinhoea impunctata är en fjärilsart som beskrevs av W. Warren 1913. Swinhoea impunctata ingår i släktet Swinhoea och familjen nattflyn. Inga underarter finns listade i Catalogue of Life.